# کیک پیری
کیک پیری (انگلیسی: Kik Pierie؛ زادهٔ ۲۰ ژوئیهٔ ۲۰۰۰) بازیکن فوتبال اهل هلند است.
از باشگاه‌هایی که در آن بازی کرده‌است می‌توان به باشگاه فوتبال هیرنفین اشاره کرد.
وی همچنین در تیم‌های ملی فوتبال زیر ۱۷ سال هلند، زیر ۱۹ سال هلند و زیر ۱۹ سال هلند بازی کرده‌است.